# 劉有福
劉有福（?—?），明朝末年驸马。明光宗的女婿，其妻寧德公主是天啟帝的妹妹、崇禎帝的姐姐。吳偉業稱其「美容止，自修飾」。

## 生平
天启六年（1626年）正月初八壬子，选中婚礼子弟劉有福，授其父刘宗正为兵马司副指挥。
同年正月廿一乙丑，明熹宗敕礼部，册封皇帝第六妹为宁德长公主，选南城兵马指挥司副指挥刘宗正之子刘有福为驸马都尉，择天启六年四月廿六日成婚。
刘有福和宁德公主在甲申之变中没有遇难。
顺治二年（1645年）六月廿四乙亥，清世祖给故明宁德长公主和驸马刘有福，白银百两，田地二百亩，以资赡养。公主和驸马一直活到康熙年间。
鼎革之後，詩人吳偉業在《蕭史青門曲》中描述劉有福與公主在新朝的生活，對劉不能如鞏永固一般從死崇祯帝有微辭。